# Nicolau Gorranus
Nicolau Gorranus (Gorron (França), 1232 – 1295) (el nom del qual també apareix com a Nicolaus Gorran, Nikolaus von Gorra, Nicolaus de Gorrain, Nicolaus de Gorran, Nicolas de Mans, Nicolaus de Gorena, Nicolaus de Gorron, Nicolaus Gorhamus, Nicolaus Gorraeus, Nicolaus Gorranus, Nicolaus Gorraus o Nicolaus Gorrenc) fou dominic i un preeminent predicador i comentarista de les escriptures.

## Biografia
Religiós de l'orde dels dominics, va escriure diversos comentaris de textos bíblics.
El 1280 era prior del convent dels dominics del carrer de Saint-Jacques a París. Fou nomenat per Felip IV, rei de França, confessor del seu fill, Felip el Bell, càrrec que continuà exercint després del seu accés al tron.

## Obres
- Commentaria in quattuor evangelia
- Commentarium in Gen. 4,1-17
- Distinctiones
- Enarratio in quattuor evangelia et Epistolas B. Pauli[1][2]
- Fundamentum aureum anni sermonum
- In Apocalypsim
- Postilla I Cor
- Postilla super epistolas Pauli
- Sermons

- Expositio Evangelii Lucae.
- Glossa in Psalterium.
- Postilla super Sanctum Matthaeum.

## Difusió en terres de parla catalana
Consta que Pere Miquel Carbonell, humanista català del segle xv tenia un exemplar d'una obra de Gorranus a la seva biblioteca.